# Nationalpark Majella
Der Majella-Nationalpark (italienisch Parco nazionale della Majella) ist ein Nationalpark in den italienischen Abruzzen. Er wurde 1991 eingerichtet und erstreckt sich über eine Fläche von 74.095 Hektar meist bergigen Geländes.
159,6 km² in der Kernzone des Nationalparks gehören zu den von der European Wilderness Society zertifizierten Wilderness-Gebieten. Der Park gehört zur Federazione Italiana Parchi e Riserve Naturali.

## Geographie und Biodiversität
55 % der Parkfläche liegen über 2000 m. Dabei kommen im Parkgebiet über 70 % der in den Abruzzen und über 45 % der in Italien lebenden Säugetierarten vor. In der Hälfte der Biotoptypen der unterschiedlichen Höhenlagen wurden 2114 Pflanzenarten nachgewiesen, darunter 142 endemische Arten. Statistisch kommen in dem Nationalpark 65 % der abruzzischen und 37 % der italienischen Pflanzenarten vor.

## Fauna
Leitarten im Park sind die apenninische Wölfe, marsikanische Braunbären, Gämsen, Fischotter, Schneefeldmäuse, Brillensalamander, Steinadler, Alpendohlen, Falken, Regenpfeifer, Wiesenottern und Glattnattern.

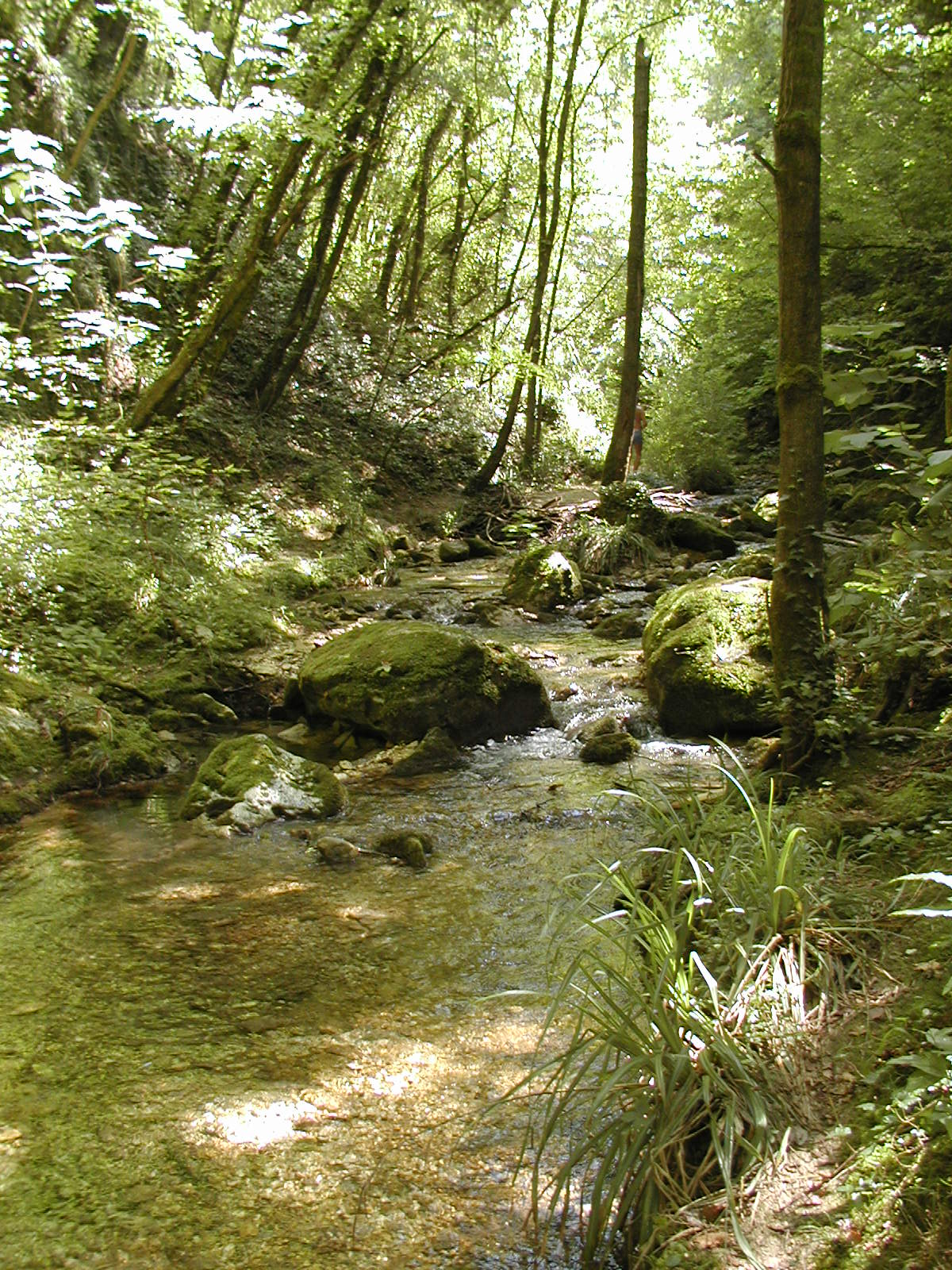
Im Nationalpark Majella

Seit 2001 analysiert die Parkverwaltung die Lebensgewohnheiten der Wölfe mittels GPS-Halsbändern.

## Flora
Zu den Besonderheiten im Park gehören die Akelei der Majella und Reichenbachs Fettkraut. Die Exposition als südlichste alpine Region in Europa begünstigt das Vorkommen floraler Relikte. Dazu zählen die Silberwurzen und der Gelbe Alpenmohn und die Hängebirke. Weiterhin ist dort Edelweiß, Enzian und Alpenaster zu finden. Zum Baumbestand gehören unterhalb 1800 m Bergkiefern, teilweise in Krüppelform und tieferliegend auch Buchenwälder, die mit Stechpalmen, Ahorn, Speierling, Eiben und weiteren Arten durchmischt sind.

## Gemeinden des Parks
Civitella Messer Raimondo, Fara San Martino, Gamberale, Guardiagrele, Lama dei Peligni, Lettopalena, Montenerodomo, Palena, Palombaro, Pennapiedimonte, Pizzoferrato, Pretoro, Rapino, Taranta Peligna, Ateleta, Campo di Giove, Cansano, Corfinio, Pacentro, Pescocostanzo, Pratola Peligna, Rivisondoli, Rocca Pia, Roccacasale, Roccaraso, Sulmona, Abbateggio, Bolognano, Caramanico Terme, Lettomanoppello, Manoppello, Popoli, Roccamorice, Salle, San Valentino in Abruzzo Citeriore, Sant’Eufemia a Maiella, Serramonacesca, Tocco da Casauria

## Bewirtschaftung
Der Majella-Park ist Weidegebiet für Schafe, Ziegen und Rinder von 120 Bauern. Zum Schutz der Schafe vor Wölfen setzen Bauern teils Herdenschutzhunde ein.

## Zugang
Zugang zum Park besteht in den Orten Sulmona, Pescocostanzo und Guardiagrele.
Am 19. Februar 2006 wurde der Asteroid (7233) Majella nach dem Park benannt.